# 증분 학습
증분 학습(Incremental learning)은 기존 모델이 있는 상태에서 추가적인  입력 데이터가 지속적으로 들어오는 기계 학습 분야다. 컴퓨터 과학에서 증분 학습은 입력 데이터를 지속적으로 사용하여 기존 모델의 지식을 확장하는, 즉 모델을 추가로 학습시키는 기계 학습 방법이다. 이는 훈련 데이터가 시간이 지남에 따라 점진적으로 사용 가능해지거나 크기가 시스템 메모리 제한을 초과할 때 적용할 수 있는 지도 학습 및 비지도 학습의 동적 기술을 나타낸다. 증분 학습을 촉진할 수 있는 알고리즘을 증분 기계 학습 알고리즘이라고 한다.
많은 기존 기계 학습 알고리즘은 본질적으로 증분 학습을 지원한다. 점진적인 학습을 촉진하기 위해 다른 알고리즘을 조정할 수 있다. 증분 알고리즘의 예로는 결정 트리(IDE4, ID5R 및 개나리), 결정 규칙, 인공 신경망(RBF 네트워크, Learn, Fuzzy ARTMAP, TopoART 및 IGNG) 또는 증분 SVM이 있다.
증분 학습의 목적은 학습 모델이 기존 지식을 잊지 않고 새로운 데이터에 적응하는 것이다. 일부 증분 학습기에는 오래된 데이터의 관련성을 제어하는 일부 매개변수 또는 가정이 내장되어 있는 반면, 안정적인 증분 기계 학습 알고리즘이라고 불리는 다른 학습기에는 시간이 지나도 부분적으로 잊혀지지 않는 훈련 데이터의 표현을 학습한다. Fuzzy ART와 TopoART는 이 두 번째 접근 방식의 두 가지 예이다.
증분 알고리즘은 데이터 스트림이나 빅 데이터에 자주 적용되어 데이터 가용성 및 리소스 부족 문제를 각각 해결한다. 주식 추세 예측과 사용자 프로파일링은 새로운 데이터가 지속적으로 제공되는 데이터 스트림의 몇 가지 예이다. 빅 데이터에 증분 학습을 적용하면 분류 또는 예측 시간이 더 빨라지는 것을 목표로 한다.

## 같이 보기
- 온라인 기계 학습